# Little Orpheus
Little Orpheus es un juego de plataformas y aventura de 2020 desarrollado por The Chinese Room y publicado por Sumo Digital. El juego se lanzó en Apple Arcade el 12 de junio de 2020 para iOS, macOS y tvOS. Los ports para Microsoft Windows, Nintendo Switch, PlayStation 4, PlayStation 5, Xbox One y Xbox Series X/S fueron lanzados por el sello subsidiario Secret Mode el 13 de septiembre de 2022.

## Jugabilidad
El juego es un juego de plataformas de aventuras en 2.5D, con plataformas cinematográficas y narración ambiental.

## Desarrollo y lanzamiento
El juego se mostró por primera vez en una exhibición de Apple Arcade en el Apple Event el 25 de marzo de 2019. La cuenta de Twitter de la compañía publicó un teaser con un mensaje críptico en forma de telegrama. Creative Europe publicó la solicitud de subvenciones exitosas en agosto de 2017, con un proyecto "Little Orpheus" que recibió una subvención máxima de € 72 339 con una cofinanciación del 50%.
El director creativo Dan Pinchbeck dijo que la intención del juego se describió como la aplicación de la "experiencia artística del estudio a los géneros tradicionales en el futuro" y con un mundo lleno de ridícula "tecnología espacial soviética, mitología rusa y criaturas antiguas", como un homenaje a las películas de Ray Harryhausen.
El juego fue lanzado en Apple Arcade el 12 de junio de 2020. El 9 de octubre de 2020 se lanzó un nuevo modo de juego plus. Una actualización agregó el episodio 9 el 15 de enero de 2021. El título estaba previsto para lanzarse en Microsoft Windows, Nintendo Switch, PlayStation 4, PlayStation 5, Xbox One y Xbox Series X/S el 1 de marzo de 2022, pero se retrasó debido a sus temas soviéticos a la luz de la guerra ruso-ucraniana. El juego se lanzó el 13 de septiembre de 2022.

## Recepción

### Recepción crítica
Little Orpheus recibió críticas "mixtas o promedio" según el agregador de reseñas Metacritic.
Matt Gardner de Forbes le dio al juego una crítica mixta, elogiando su historia pero criticando su jugabilidad: "Little Orpheus confía demasiado en sus activos más fuertes: una gran actuación de voz, un guión intrigante, un arte hermoso y una jugabilidad atractiva, y no alcanza estos máximos con su jugabilidad principal". Lowell Bell, de Nintendo Life, criticó la narración del juego: "no hay recompensa narrativa aquí, no hay mayor significado o conclusión memorable que se quede contigo".

### Reconocimientos
Develop lo premió como Mejor Juego Móvil en los Star Awards en 2021. Pocket Gamer lo premió como Mejor Juego de Plataformas en 2021.
| Premio                          | Fecha                    | Categoría                                             | Destinatario(s)                                       | Resultado | Ref.   |
| ------------------------------- | ------------------------ | ----------------------------------------------------- | ----------------------------------------------------- | --------- | ------ |
| Apple Design Awards             | 10 de junio de 2021      | Mejor Juego: Deleite y Diversión                      | Little Orpheus                                        | Ganador   | [ 19 ] |
| Apple Design Awards             | 10 de junio de 2021      | Mejor Juego: Visuales y Gráficos                      | Little Orpheus                                        | Nominado  | [ 19 ] |
| D.I.C.E. Awards                 | 22 de abril de 2021      | Juego móvil del año                                   | Dan Pinchbeck, Alex Girling, Matt Duff, Rob McLachlan | Nominado  | [ 20 ] |
| D.I.C.E. Awards                 | 22 de abril de 2021      | Logro sobresaliente en composición de música Original | Jessica Curry, Jim Fowler                             | Nominado  | [ 20 ] |
| TIGA Awards                     | 24 de noviembre de 2020  | Mejor juego casual                                    | Little Orpheus                                        | Ganador   | [ 21 ] |
| TIGA Awards                     | 24 de noviembre de 2020  | Mejor Juego Visual                                    | Little Orpheus                                        | Nominado  | [ 21 ] |
| TIGA Awards                     | 24 de noviembre de 2020  | Mejor juego de acción y aventura                      | Little Orpheus                                        | Nominado  | [ 21 ] |
| Premio Ivor Novello             | 21 de septiembre de 2021 | Mejor banda sonora original de videojuego             | Jessica Curry, Jim Fowler                             | Nominado  | [ 22 ] |
| Premios Golden Joystick         | 24 de noviembre de 2020  | Mejor juego para móviles                              | Little Orpheus                                        | Nominado  | [ 23 ] |
| Game Audio Network Guild Awards | 28 de abril de 2021      | Mejor Nueva IP Original - Audio                       | Little Orpheus                                        | Nominado  | [ 24 ] |